# Стари камени споменик
43° 56′ 24″ С; 22° 01′ 53″ И / 43.9401201° С; 22.0312703° И
Стари камени споменик је оброчни крст који се налази у селу Сумраковац недалеко од сеоске школе. Споменик у облику крста датира из 1830. године и посвећен је мештанима села Сумраковац који су те године страдали од куге.
Испод уклесаног крста, налазе се уклесана имена страдалих мештана.
Запис представља непокретно културно добро као споменик културе на Основу одлуке СО Бољевац из 1980. о проглашењу за културно добро.